# Urban Legend (film)
Urban Legend is een Amerikaanse horrorfilm uit 1998 onder regie van Jamie Blanks. De productie kreeg in 2000 een vervolg genaamd Urban Legends: Final Cut, waarop in 2005 Urban Legends: Bloody Mary verscheen.

## Verhaal
Professor William Wexler vertelt zijn studenten over verscheidene urban legends: een leraar vermoordde zes van zijn studenten 25 jaar geleden. Niet veel later vindt Natalie een vroegere vriendin van haar onthoofd. Ze denkt dat er een moordenaar rondloopt. Er beginnen steeds meer doden te vallen. Langzaam maar zeker komt ze erachter dat alle moorden iets met urban legends te maken hebben.

## Rolverdeling
| Acteur                 | Personage                                    |
| ---------------------- | -------------------------------------------- |
| Jared Leto             | Paul Gardener                                |
| Alicia Witt            | Natalie Simon                                |
| Rebecca Gayheart       | Brenda Bates                                 |
| Michael Rosenbaum      | Parker Riley                                 |
| Loretta Devine         | Reese Wilson                                 |
| Joshua Jackson         | Damon Brooks                                 |
| Tara Reid              | Sasha Thomas                                 |
| John Neville           | Dean Adams                                   |
| Robert Englund         | Professor William Wexler                     |
| Danielle Harris        | Tosh Guaneri                                 |
| Natasha Gregson Wagner | Michelle Mancini                             |
| Julian Richings        | The Weird Janitor                            |
| Brad Dourif            | Michael McDonnell, the Gas Station Attendant |
| Vince Corazza          | David Evans                                  |